# F-09A
docomo PRIME series F-09A（ドコモ プライム シリーズ エフ ゼロ きゅう エー）は、富士通によって開発された、NTTドコモの第三世代携帯電話 (FOMA) 端末である。docomo PRIME seriesの端末。

## 概要
F-03Aの後継に当たる、PRIMEシリーズの富士通製端末である。
新規に「スライドヨコモーション」スタイルを採用した。F-03Aなどのフルスライド方式と、富士通がF903iからF906iなど旧9シリーズやらくらくホンプレミアムで採用した「ヨコモーション」を組み合わせた形状である。富士通製の2008年冬モデルで、F-01Aは防水構造に対応するため従来の「ヨコモーション」から回転2軸折りたたみ型へ変更し、F-03Aはスライド型で「ヨコモーション」の新機種が途絶えていたが、当機種で復活した。本機の「スライドヨコモーション」は、画面を上にスライドさせると通常のスライド型携帯電話として使える。上方向へスライドした状態からサイクロイド軌道で右へ90度回転すると画面の中心はキー部のほぼ中央になり、NECの一部端末が備えるT-STYLEに類似した横画面になる。従来のヨコモーションに比しては、画面回転は右方向のみで、横画面時に左右対称に近い形になる。操作画面の表示は、加速度センサーにより表示は縦横に切り替わる。
液晶は解像度はF-03Aと同じ480×960ドットで、0.2インチ大きく3.4インチである。
メインカメラは富士通端末初の約810万画素CMOSである。画像処理エンジンは、従来のMilbeautを携帯電話用に最適化させたMilbeautMobileを採用している。撮影シーンに合わせて端末が自動的に判断する「自動シーン認識」を備えた。
ワンセグは30fps表示に対応した。他社は30fps表示が普及してるが、富士通端末では当機種が初である。シャープ製端末以外では初の「ドルビーモバイル」に対応する。
F-03Aではカメラ機能などを除くと、下部のファンクションキーでしか操作できなかったタッチパネルは、今回改善され、「待受ランチャー」というタッチパネルに適したメニュー表示が内蔵されている。そのため文字入力以外は全てタッチパネルで操作が可能となった。（i-modeブラウザ、フルブラウザに限ってはタッチパネルで文字入力が可能となっている。）一方で、かつての三菱電機端末のスピードセレクターを受け継いだ、「タッチセレクター」は廃止された。
GPSは、他社の2009年夏モデル同様、海外対応である。また、近年の端末では非常に珍しい電子コンパスも内蔵されている。またロケーションレーダーアプリを利用して、現在地の周辺施設や目的地を検索して、現在地から目的地までの直線距離や目的地の方角を表示したり、コンビニエンスストアや銀行などを表示させることができる。
セキュリティー機能は高く、富士通の専売特許である指紋認証センサーを搭載していて、暗証番号の代わりに指紋による生体認証を利用できる他隠しフォルダ、自動ロックなど様々なセキュリティー機能が引き続き継承されている。
また、らくらくホンVから取り入れたものとして、タニタの健康機器との連携を実現しており、タニタ製の赤外線通信対応の体組成計・血圧計から測定結果を赤外線で受信し、F-09Aの中で集中管理することができる。
また搭載されている加速度センサーを使って、端末を体につけて、運動をすると、その運動強度をMETSという単位で測定でき、そこから消費カロリーなども計算できる。
文字入力には、ニュアンスコミュニケーションジャパンが開発した、中国語用のT9、「Phrasal Text Input」が搭載され、
簡体字でのメールができる。
当初は、2009年の夏モデルの特徴である、iモードブラウザの高度化（Adobe Flash、JavaScript）に対応、2in1のBナンバーへのメール着信、iアプリタッチなどにも対応させることとしていたが、先行販売の他社機種に於いて不具合が見つかったことから、一部機能については問題が根本的に解決されるまで無効化されている。
| 主な対応サービス                   | 主な対応サービス                                                    | 主な対応サービス                       | 主な対応サービス                                 |
| ---------------------------------- | ------------------------------------------------------------------- | -------------------------------------- | ------------------------------------------------ |
| タッチパネル                       | FOMAハイスピード7.2Mbps                                             | Bluetooth                              | DCMX／おサイフケータイ                           |
| iアプリオンライン／地図アプリ      | 直感ゲーム／メガiアプリ                                             | iウィジェット                          | マチキャラ／iコンシェル                          |
| ホームU／ポケットU                 | GPS／ケータイお探し                                                 | デコメール／デコメ絵文字／デコメアニメ | iチャネル                                        |
| 着もじ／プッシュトーク             | テレビ電話／キャラ電                                                | 電話帳お預かりサービス                 | フルブラウザ                                     |
| おまかせロック／バイオ認証         | 外部メモリーへiモードコンテンツ移行／ユーザーデータ一括バックアップ | トルカ                                 | iC通信／iCお引越しサービス                       |
| きせかえツール／ダイレクトメニュー | バーコードリーダ                                                    | 2in1                                   | エリアメール／ソフトウェアーアップデート自動更新 |
| GSM／3Gローミング（WORLD WING）    | 着うたフル／うた・ホーダイ                                          | Music&Videoチャネル／ビデオクリップ    | デジタルオーディオプレーヤー(WMA)(AAC)           |

## プリインストールiアプリ
以下のiアプリが購入時に端末にプリインストールされている。
| アプリ名                    | 概要                                                                                            |
| --------------------------- | ----------------------------------------------------------------------------------------------- |
| タッチDEゲームパック        | タッチ操作で「アーチェリー」「ボールジャンプ」「タッチシュート」といった直感ゲームパック        |
| ロジックパズルF             | ブロックパズルゲーム                                                                            |
| プチプチズーキーパー ver.F  | パズルゲーム                                                                                    |
| いっしょにデコ              | 2人で通信しながら、写真などの画像をデコレーションできるiアプリタッチ対応アプリ                  |
| ケータイ脳力ストレッチング2 | テストをしながら脳年齢チェック                                                                  |
| ロケーションレーダー        | 現在地の周辺施設や目的地を検索して、現在地から目的地までの直線距離や目的地の方角を表示          |
| iアバターメーカー           | iアバターを作成するアプリ                                                                       |
| ヘルスチェッカー            | 歩数、活動量、脈拍数、血圧、体組成のデータを管理するアプリ                                      |
| フォト文字 Touch            | カメラで撮影した画像やデータBOXの画像の加工ツール                                               |
| モバイルGoogleマップ        | Googleマップのアプリ。GPSを使った道案内、経路検索、衛星写真、ストリートビューなどを利用できる   |
| 地図アプリ                  | GPS機能を利用して、目的地を検索したり、乗り換え案内を駆使した、交通手段によるルートを表示が可能 |
| 日英しゃべって翻訳F         | マイクに向かって主に旅行で使われる日本語、英語を話すだけで翻訳した文章を画面に表示する          |
| Gガイド番組表リモコン       | テレビ番組表とAVリモコン機能が1つになったアプリ                                                 |
| iD設定アプリ                | おさいふケータイクレジット決済サービスiDの設定アプリ                                            |
| DCMXクレジットアプリ        | NTTドコモが提供するおさいふケータイクレジットDCMXの設定アプリ                                   |
| FOMA通信環境確認アプリ      | FOMAハイスピードエリアを利用できるかを確認することができるiアプリ                               |
| モバイルSuica登録用iアプリ  | モバイルSuica契約用のiアプリ                                                                    |
| iアプリバンキング           | モバイルバンキングを簡単に利用するためのアプリ                                                  |
| マクドナルド トクするアプリ | 日本マクドナルドのかざすクーポンなどを利用するためのアプリ                                      |
| 楽オクアプリ                | 楽天オークション用のアプリ                                                                      |
| Start! iウィジェット        | iウィジェットの使い方をムービーで見ることができるiアプリ                                        |
| ROID ウィジェット           | モバイルサイト「ROID」の更新情報などを通知してくれるウィジェット                                |
| お天気予報ウィジェット      | 天気情報をiウィジェット画面に表示するアプリ                                                     |
| 駅探乗換案内                | 乗り換え案内用アプリ                                                                            |
| iWウォッチ                  | iウィジェット画面でグラフィカルに時計や電池残量を確認することができるアプリ                     |
| 株価アプリ                  | 指定銘柄の株価情報を表示するアプリ                                                              |
| Google モバイル             | Google検索機能が利用できるアプリ                                                                |

## CMキャラクター
F903iから続いた木村拓哉から、瑛太に変わった。瑛太はF-08AのCMキャラクターも担当する。2009年5月27日より、テレビCMの放映が開始された。

## 歴史
- 2009年5月19日 - F-08A・F-09A・N-06A・N-07A・N-08A・N-09A・P-07A・P-08A・P-09A・P-10A・SH-05A・SH-06A・SH-07A・L-04A・L-06A・HT-03A・T-01Aの開発を発表。
- 2009年6月10日 - 先行発売機種の不具合を受け一部機能を無効化して発売開始。

## 不具合
2009年7月23日に以下の不具合の修正がソフトウェアの更新でなされた。
- FLASHゲーム中、通話ができない場合がある
- タッチパネル操作後にリセットする場合がある
- 満充電しても、電池の持ちが悪くなる場合がある

2009年10月20日に以下の不具合の修正がソフトウェアの更新でなされた。
- Bluetoothの新規機器登録ができない場合がある
- 通話終了後に終了キーが反応しない場合がある
- 2タッチ入力設定が解除されてしまう場合がある

2009年11月4日に以下の変更と不具合の修正がソフトウェアの更新でなされた。
- iモードブラウザの一部機能を再有効化
- 2タッチ入力方式で、電話帳のフリガナ入力を行うと小文字になる場合がある

2010年2月23日に以下の変更と不具合の修正がソフトウェアの更新でなされた。
- フルブラウザでショートカット機能を選択すると、操作が実行されない場合がある。